# نفرنفروآتون تاشیریت

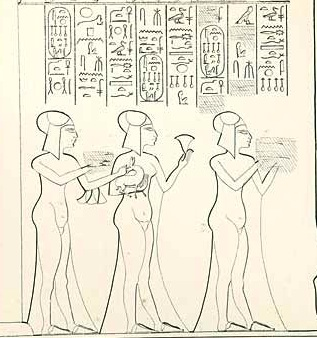
از چپ به راست: ستپ‌ان‌رع، نفرنفرور و نفرنفروآتون تاشیریت در دوربار در سال دوازدهم.

نفرنفروآتون تاشیریت (انگلیسی: Neferneferuaten Tasherit) یا نفرنفروآتون کوچک‌تر شاهدخت اهل مصر باستان از دودمان هجدهم مصر و چهارمین دختر فرعون آخناتون و همسر بزرگ سلطنتی او نفرتیتی بود. «نفرنفروآتون» در زبان مصر باستان به معنای بسیار بسیار زیبا در آتون یا زیباترین در آتون است.

## خانواده
نفرنفروآتون در حدود سال‌های ۸ و ۹ سلطنت پدرش متولد شد. او چهارمین دختر از شش دختر شناخته‌شدهٔ این زوج سلطنتی بود. احتمالاً او در عمارنه پایتختی که پدرش بنیان‌گذاری کرده بود به دنیا آمده است. نام نفرنفروآتون («زیباترینِ زیباهای آتن» یا «زیباترین فرد آتن») دقیقاً همان نامی است که نفرتیتی در سال پنجم سلطنت خود، به آن تغییر داد. («تاشیریت» به سادگی به معنی «کوچک‌تر» است). او سه خواهر بزرگتر به نام‌های میریت‌آتون، مِکِت‌آتون و عنخ‌اسن‌آمون (با نام اصلی عنخ‌اسن‌پاتن) و دو خواهر کوچکتر به نام‌های نفرنفرور و ستپ‌ان‌رع داشت.

## زندگی
یکی از نخستین تصاویر نفرنفروآتون تاشیریت در یک نقاشی دیواری از خانه پادشاه در عمارنه به تصویر کشیده شده است. او در حال نشستن روی بالش با خواهرش ننفرنفرور نمایش داده شده است. این نقاشی به حدود سال ۹ سلطنت آخناتون تعلق دارد و کل خانواده در آن به تصویر کشیده شده‌اند، از جمله نوزاد ستپ‌ان‌رع.
نفرنفروآتون تاشیریت در چندین مقبره در عمارنه به تصویر کشیده شده است و در بناهایی نیز حضور دارد. پایه یک مجسمه که ابتدا از عمارنه آمده بود اما بعدها به هلیوپلیس منتقل شد، نام آتون و آخناتون را ذکر می‌کند، در حالی که در متنی در ردیف پایین‌تر، دختران سلطنتی عنخ‌اسن‌آمون و نفرنفروآتون تاشیریت ذکر شده‌اند.
در مقبره هویا، رئیس دایره دارایی‌های مادر بزرگ نفرنفروآتون ملکه تیه نفرنفروآتون در یک صحنه خانوادگی روی یک قاب در دیوار شمالی به تصویر کشیده شده است. این صحنه گسترش یافته، فرعون آخناتون و همسر بزرگ سلطنتی او نفرتیتی را در سمت چپ نشان می‌دهد که با چهار دختر بزرگتر خود ایستاده‌اند، در حالی که در سمت راست آمنهوتپ سوم، ملکه تیه و شاهدخت بیکیتاتن نمایش داده شده‌اند. در صحنه پاداش در مقبره مریرع دوم، نفرنفروآتون تاشیریت همراه با چهار خواهرش به تصویر کشیده شده است (تنها ستپ‌ان‌رع در این تصویر غایب است).

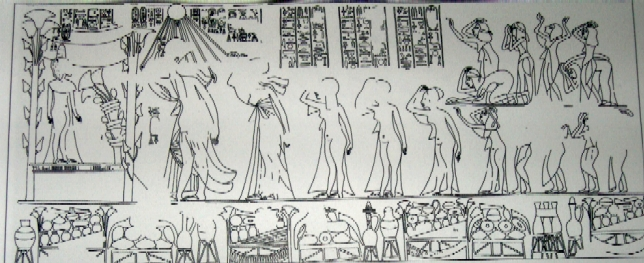
مِکِت‌آتون زیر چادر، در نقاشی‌های دیواری اتاق به تصویر کشیده شده است. در مقابل او: آخناتون، نفرتیتی، میریت‌آتون، عنخ‌اسن‌آمون و نفرنفروآتون تاشیریت.

او در سال دوازدهم در مقبره ناظر بخش‌های سلطنتی مریرع دوم در عمارنه در حال دریافت هدایای خارجی از سرزمین‌های بیگانه، در کنار آخناتون و نفرتیتی که در یک کیوسک نشسته‌اند، به تصویر کشیده شده است. دختران این زوج سلطنتی پشت سر والدینشان ایستاده‌اند. نفرنفروآتون اولین دختر در ردیف پایین است. او شیئی در دست دارد که آنقدر در نگاره آسیب دیده است که نمی‌توان آن را شناسایی کرد. خواهرانش نفرنفرور و ستپ‌ان‌رع پشت سر او ایستاده‌اند. نفرنفرور در حال نگهداری یک غزال خانگی است و ستپ‌ان‌رع در حال دراز کشیده برای نوازش آن حیوان دیده می‌شود.
نفرنفروآتون همچنین در صحنه پاداش پانحسی حضور دارد. او در حال ایستادن در ساختمان نزدیک پنجرهٔ منظر است که والدینش، آخناتون و نفرتیتی، به اولین خدمتکار آتون به نام پانحسی عنوانِ افتخاری می‌دهند. در صحنه‌ای دیگر در این مقبره، نفرنفروآتون و سه خواهر بزرگترش همراه با والدینشان به تصویر کشیده شده‌اند که به آتون گل تقدیم می‌کنند. چهار دختر سلطنتی همگی دسته‌های گل در دست دارند.
نفرنفروآتون تاشیریت همراه با خواهرانش میریت‌آتون و عنخ‌اسن‌آمون در حال عزاداری برای مرگ مِکِت‌آتون در حدود سال ۱۴ در مقبره سلطنتی در عمارنه به تصویر کشیده شده است. خواهران کوچکتر او، نفرنفرور و ستپ‌ان‌رع در این صحنه حضور ندارند.

## سال‌های پایانی و مرگ
اطلاعات دقیقی در مورد سرنوشت نفرنفروآتون تاشیریت وجود ندارد، اما این احتمال مطرح شده است که او قبل از تاج‌گذاری توت‌عنخ‌آمون و عنخ‌اسن‌آمون درگذشته باشد. ممکن است او یکی از افرادی باشد که در اتاق {\displaystyle \alpha } در گورستان سلطنتی اخناتون در عمارنه دفن شده باشد.
در گذشته، جیمز پیتر آلن در سال ۲۰۰۹ میلادی پیشنهاد داده بود که او ممکن است هم‌فرمانروای نفرنفروآتون باشد، کسی که هویت دقیق او هنوز مورد اختلاف است، اما ممکن است یک زن بوده باشد.
با این حال، در مقاله به‌روزشده‌ای در سال ۲۰۱۶، جیمز پیتر آلن نظر قبلی خود را مبنی بر اینکه نفرنفروآتون تاشیریت همان فرعون زن نفرنفروآتون بوده است، رد کرد. آلن اکنون موافق است که این پادشاه زن در واقع نفرتیتی بوده است، و تاریخ سال شانزدهم که نشان می‌دهد نفرتیتی در دومین سال آخر سلطنت آخناتون هنوز زنده بوده، این نظر را تأیید می‌کند. زنان دیگری که به عنوان نامزدهای احتمالی برای هویت این فرمانروای زن مطرح شده‌اند، ملکه نفرتیتی (مادر او) و خواهر بزرگترش میریت‌آتون هستند.